# HMS Shearwater (L39)
Pour les autres navires du même nom, voir HMS Shearwater.
Le HMS Shearwater (pennant number L39, à partir de 1940, K39) est un sloop côtier de classe Kingfisher construit pour la Royal Navy, et utilisé pendant la Seconde Guerre mondiale

## Construction
Le Shearwater est commandé par l'Amirauté britannique le 6 avril 1938 pour le chantier naval de J. Samuel White de Cowes sur l'Ile de Wight en Angleterre. La pose de la quille est effectuée le 15 août 1938, le Shearwater est lancé le 18 avril 1939 et mis en service le 7 septembre 1939.
Il est parrainé par la communauté civile de Farnborough dans le Hampshire pendant la campagne nationale du Warship Week (semaine des navires de guerre) en mars 1942.
La classe Kingfisher est une tentative de construire un navire de patrouille de moins de 600 tonnes, en raison de l'absence de clauses sur les navires de cette taille dans le traité naval de Londres de 1930. Il est prévu qu'il escorte le transport côtier en temps de guerre. Sa petite taille et son faible rayon d'action qui en résulte (il est basé sur un destroyer à échelle réduite) le rendent impropre au travail en haute mer.
Les navires de classe Kingfisher sont conçus comme des escortes côtières, aptes à remplacer les anciens navires utilisés pour la protection des pêcheries et la formation à la guerre anti-sous-marine en temps de paix, tout en étant adaptés à la production de masse en temps de guerre,.
Le Kingfisher mesure 71,32 m de longueur entre perpendiculaires et 74,12 m en longueur hors-tout, avec un maître-bau de 8,08 m et un tirant d'eau de 2,21 m,. Le déplacement est de 518 t en standard et de 752 t à pleine charge. 

Deux chaudières à tubes d'eau Admiralty à 3 tambours alimentent deux turbines à vapeur à engrenages Parsons d'une puissance de 3 600 chevaux (2 700 kW), ce qui donne une vitesse de 20 nœuds (37 km/h). L'armement principal est un seul canon QF 102 mm Mk V sur une monture à faible angle. Cela a été jugé suffisant pour traiter un sous-marin en surface. Huit mitrailleuses Lewis constituent l'armement antiaérien du navire. L'armement anti-sous-marin est relativement lourd à l'époque, avec une capacité de 40 charges de profondeur, lancées par deux lanceurs et deux goulottes, avec un sonar de type 124 monté dans un dôme rétractable,. Le navire possède un équipage de 60 officiers et hommes.
Le manque déplorable d'armement défensif a été résolu au début de la guerre en ajoutant plusieurs mitrailleuses Vickers sur le pont arrière des groupes Kingfisher et Kittiwake, selon les Shearwaters. Au fur et à mesure de leur disponibilité, deux canons Oerlikon de 20 mm ont été ajoutés, sur des supports de piédestal simples à l'arrière du rouf, la mitrailleuse inutile étant remplacée plus tard par une autre paire de ces armes. Le radar magnétron de type 271 a été ajouté sur le toit du pont au fur et à mesure de sa disponibilité, il s'agissait d'un ensemble d'indications cibles capable de détecter le château d'un bateau ou même le périscope ou le schnorkel d'un sous-marin. Un radar d'avertissement aérien de type 286 a été ajouté en tête de mât. Les navires qui avaient le canon Mark V sur le support ouvert HA Mark III avaient un bouclier ajouté pour donner aux équipages des armes à feu une mesure de protection sur le gaillard exposé.

## Histoire
Le Shearwater survit à la guerre et est vendu pour la ferraille le 21 avril 1947 par Stockton Ship & Salvage Company..

### Commandement
- Lieutenant Commander (Lt.Cdr.) Philip Frederick Powlett (RN) du 5 septembre 1939 au 20 janvier 1941
- Lieutenant (Lt.) Rupert Cyril Egan (RN) du 20 janvier 1941 au 29 juillet 1941
- Lieutenant (Lt.) Trevor Henry Garwood (RN) du 29 juillet 1941 au 15 août 1942
- Lieutenant (Lt.) William Richard Hugh Jeffery (RNR) du 15 août 1942 au 3 mars 1943
- T/Lieutenant (T/Lt.) Nicholas John Turney Monsarrat (RNVR) du 3 mars 1943 au 20 octobre 1943
- T/Lieutenant (T/Lt.) George Pattison (RNR) du 20 octobre 1943 à mi-1945
- Lieutenant (Lt.) Desmond Henry Cope (RNR) de mi-1945 à début 1946